# Serendibit
Serendibit – bardzo rzadki minerał z grupy krzemianów.
Po raz pierwszy opisał go brytyjski mineralog i gemmolog George Thurland Prior w 1902 roku, który wraz z A.K. Coomáraswámym odkrył go w centralnej części wyspy Cejlon, w pobliżu miasta Kandy. Nazwa pochodzi od dawnej arabskiej nazwy Sri Lanki „Serendib”, gdzie po raz pierwszy został znaleziony. 

## Właściwości
Tworzy kryształy w układzie trójskośnym, o pokroju tabelarycznym. Powszechnie wykształca kryształy bliźniacze. Jest minerałem przezroczystym, półprzezroczystym lub nieprzezroczystym. Wykazuje pleochroizm w kolorach żółtawo-zielonym, niebieskawo-zielonym i niebiesko-fioletowym. Bywa mylony z szafirem i zoisytem. 

## Występowanie
Zazwyczaj występuje w skarnach, w których zachodzi metasomatyzm boru, szczególnie wzdłuż styku skał węglanowych z granitem, tonalitem lub granulitem. Współwystępuje zazwyczaj z flogopitem, z grupą forsterytowo-fayalitową, sinhalitem, spinelem, uwitem i diopsydem. 

## Miejsce występowania
Poza Sri Lanką występuje w Birmie (region Sagaing i Mandalay). Znanym i produkującym dobrej jakości okazy złożem jest także Madagaskar. Inne lokalizacje, w których stwierdzono serendibit, to Stany Zjednoczone (Nowy Jork, Kalifornia), Tanzania, Rosja, Kanada, Włochy i Brazylia.